# Parachelidonium trapezemaculatum
Parachelidonium trapezemaculatum är en skalbaggsart som först beskrevs av Hüdepohl 1998.  Parachelidonium trapezemaculatum ingår i släktet Parachelidonium och familjen långhorningar. Inga underarter finns listade i Catalogue of Life.